# LOS (Virtuelle Realität)
LOS ist ein Virtual Reality Erlebnis der Schweizer Filmschaffenden Sandro Zollinger & Roman Vital, das am 24. Januar 2020 am Sundance Film Festival uraufgeführt wurde.
LOS beruht auf dem gleichnamigen Buch von Klaus Merz und ist eine Symbiose von Literatur und Virtual Reality, welche eine gänzlich neue Erfahrung einer Erzählung schafft, in der die Teilnehmer viel mehr als zu Augenzeugen eines Hörbuchs werden.

## Inhalt
Die vom Autor selbst vorgetragenen Texte aus seiner 2005 erschienenen Erzählung Los verdichten sich im virtuellen Raum zur Geschichte von Peter Thaler, der auf seiner Suche nach Halt zu einer Wanderung in die Berge aufbricht. Dort strauchelt er unglücklich in einem Schneesturm und bricht sich den Knöchel. Im weichen Schnee liegend findet nun eine Auseinandersetzung statt, die über sein unausweichliches Ende hinausweist.
LOS erzählt dabei von Vergänglichkeit, der alltäglichen und der endgültigen, und lässt eine befreiende Sicht auf das Leben selbst entstehen. Obwohl die Geschichte gleich zu Beginn das Ende – das stille, doch bedeutsame Verschwinden des Protagonisten – vorwegnimmt, erzeugt sie eine Spannung, die sich immer weiter auf eine präzise und gleichzeitig offene Interpretation zuspitzt.

## Rezeption

### Kritiken
Michael Meyns von die zukunft lobt die künstlerische Originalität und Qualität, welche seiner Ansicht nach im Bereich Virtual Reality nur selten anzutreffen ist.
Andrina Zumbühl vom Schweizer Buchjahr beschreibt ihre Eindrücke zwischen Begeisterung und Überforderung und fragt sich, ob so das Leseerlebnis der Zukunft aussieht.
Pierrick Labbe vom Le magazine des professionels de la Réalité Virtuelle & Augmentée hebt besonders hervor, dass die audiovisuellen Empfindungen, die LOS auslöst, den literarischen Text ergänzen und nicht konkurrenzieren.
Charlotte Brossard vom Les griffonnages sieht in LOS eine enge Verwandtschaft zum herkömmlichen Leseerlebnis, da es die Zuschauer in einer Blase der Intimität einschließt, wie es sonst nur einem Buch zu gelingen vermag.

### Veröffentlichungen
- 2020 Guanajuato International Film Festival[11]
- 2020 Peking Int. Film Festival[12]
- 2020 Taipei Film Festival[13]
- 2020 Berlinale EFM[14]
- 2020 Sundance Film Festival New Frontier[15][16][17][18]
- 2019 zürich liest 19[19][20]